# Andreea Mitu
Cristina-Andreea Mitu (Bucareste, 22 de Setembro de 1991) é uma tenista profissional romena, seu melhor ranqueamento de N. 100 em simples, chegou ao Top 100 em abril de 2015, pela WTA.

## WTA Tour finais

### Duplas: 1 (1 vice)
| Legenda                                      |
| -------------------------------------------- |
| Grand Slam (0–0)                             |
| WTA Tour (0–0)                               |
| Tier I / Premier Mandatory & Premier 5 (0–0) |
| Tier II / Premier (0–0)                      |
| Tier III, IV & V / International (0–1)       |

| Títulos por Piso |
| ---------------- |
| Duro (0–0)       |
| Grama (0–0)      |
| Saibro (0–1)     |
| Carpete (0–0)    |

| Resultado | N. | Data          | Campeonato                             | Piso   | Parceira           | Oponentes                        | Placar   |
| --------- | -- | ------------- | -------------------------------------- | ------ | ------------------ | -------------------------------- | -------- |
| Vice      | 1. | 19 Julho 2015 | BRD Bucharest Open, Bucareste, Romênia | Saibro | Patricia Maria Țig | Oksana Kalashnikova Demi Schuurs | 2–6, 2–6 |